# 420 f.Kr.

## Händelser

### Efter plats

#### Grekland
- Den unge och populäre Alkibiades väljs till strategos (en i en styrelse bestående av tio generaler) och börjar dominera Atens liv och politik. En fyrdubbel allians bestående av Aten, Argos, Mantineia och Elis, som har organiserats av Alkibiades (i opposition mot Nikias) konfronterar en spartansk-boeotisk allians.
- Sparta får efter detta år inte delta i de olympiska spelen, eftersom de har brutit mot vapenvilan vid tävlingarna.

### Efter ämne

## Avlidna
- Protagoras, grekisk försokratisk filosof (född 481 f.Kr.)